# Nova Taipei
Nova Taipei (en xinès: 新北市; pinyin: Xīnběi Shì, literalment: la nova ciutat del nord, en anglès: New Taipei City) és la ciutat més poblada de la República de la Xina. La zona conté un tram important de la costa nord de Taiwan, i envolta la conca de Taipei. Nova Taipei envolta completament la capital del país Taipei. Limita amb la Província de Taiwan en diverses direccions, al nord-est amb Keelung, al sud-oest amb Taoyuan i al sud-est amb el Comtat de Yilan. La seva àrea és de 2.052,57 km² i la seva població és de 3.972.000 persones.
La ciutat de Nova Taipei havia estat administrada com a comtat (台北縣) de la província de Taiwan fins a la seva reorganització com un municipi independent el 25 de desembre de 2010. Inicialment, el nom en anglès de la ciutat va ser Xinbei City. El nou alcalde Eric Chu (朱立倫) va demanar modificar el nom en anglès a New Taipei City. El Ministeri de l'Interior (MOI) va aprovar la sol·licitud el 31 de desembre d'aquell mateix any.

## Administració
Nova Taipei va esdevenir en un municipi independent de Taipei el 2010. La ciutat es divideix en 29 districtes, que al seu torn es divideixen en 1.017 viles i que aquests al seu torn es divideixen en 21.683 barris:
- Bali 八里區
- Banqiao 板橋區
- Gongliao 貢寮區
- Jinshan 金山區
- Linkou 林口區
- Luzhou 蘆洲區
- Pinglin 坪林區
- Pingxi 平溪區
- Ruifang 瑞芳區
- Sanchong 三重區
- Sanxia 三峽區
- Sanzhi 三芝區
- Shenkeng 深坑區
- Shiding 石碇區
- Shimen 石門區
- Shuangxi 雙溪區
- Shulin 樹林區
- Taishan 泰山區
- Tamsui 淡水區
- Tucheng 土城區
- DWanli 萬里區
- Wugu 五股區
- Wulai 烏來區
- Xindian 新店區
- Xinzhuang 新莊區
- Xizhi 汐止區
- Yingge 鶯歌區
- Yonghe 永和區
- Zhonghe 中和區